# (3911) Otomo
(3911) Otomo es un asteroide perteneciente al cinturón de asteroides, descubierto el 31 de agosto de 1940 por Karl Wilhelm Reinmuth desde el Observatorio de Heidelberg-Königstuhl, Alemania.

## Designación y nombre
Designado provisionalmente como 1940 QB. Fue nombrado Otomo en honor al astrónomo japonés Satoru Otomo.